# Reserva Nacional de Chimanimani
La Reserva Nacional de Chimanimani és una àrea protegida creada en 2003 a la província de Manica, a Moçambic. En conjunció amb el Parc Nacional de Chimanimani a Zimbabwe forma el Parc Transfrontererer Chimanimani.